# Raymond Laquière
Pour les articles homonymes, voir Laquière.
Raymond Laquière est un homme politique français né le 10 août 1881 à Alger et mort le 7 août 1973 à Saint-Martin-le-Vieil (Aude).

## Biographie
Fils du général Laquière, qui fut un adjoint de Lyautey, il poursuit ses études au grand lycée d'Alger. Il est avocat à Alger. Conseiller général, maire de Saint-Eugène (Alger), il est député d'Algérie de 1928 à 1932, inscrit au groupe de l'action démocratique et sociale.
Il siège à l'Assemblée algérienne de 1948 à 1954, au sein de l'intergroupe des libéraux.

## Sources
- « Raymond Laquière », dans le Dictionnaire des parlementaires français (1889-1940), sous la direction de Jean Jolly, PUF, 1960 [détail de l’édition]